# Adiantum trilobum
Adiantum trilobum är en kantbräkenväxtart som beskrevs av Carolus Linnaeus. Adiantum trilobum ingår i släktet Adiantum och familjen Pteridaceae. Inga underarter finns listade.